# Nós escolhemos ir para a Lua
"Nós escolhemos ir para a Lua" (em inglês: We choose to go to the Moon) é uma famosa frase presente em um discurso realizado pelo presidente estadunidense John F. Kennedy em 12 de setembro de 1962, diante de uma multidão no Estádio Rice, em Houston no Texas. O discurso tratou dos esforços do país para alcançar a Lua e buscou persuadir o povo norte-americano a apoiar a continuação do programa espacial e, mais especificamente, o objetivo nacional de realizar uma alunissagem tripulada até o final da década de 1960.
Kennedy havia estabelecido o objetivo de pousar na Lua no ano anterior a fim de demonstrar a superioridade dos Estados Unidos contra a União Soviética na Corrida Espacial, porém a maior parte do povo norte-americano ainda não era a favor da empreitada. O presidente visitou o recém estabelecido Centro de Espaçonaves Tripuladas em Houston em setembro de 1962 e aproveitou a oportunidade para discursar na Universidade Rice em uma tentativa deliberada de aumentar o apoio popular para o programa espacial.
Em seu discurso, Kennedy caracterizou o espaço sideral como uma nova fronteira a ser explorada, invocando o espírito pioneiro dominante no folclore nacional. Ele imbuiu o discurso com um sentimento de urgência e destino, enfatizando a liberdade gozada pelos norte-americanos para escolher seu próprio destino em vez de tê-lo escolhido para eles. O presidente também estabeleceu uma competição contra a União Soviética, mesmo tendo proposto a alunissagem como um projeto conjunto entre os dois países.
Seu discurso foi muito bem recebido e é até hoje amplamente lembrado no contexto da Corrida Espacial. Entretanto, na época houve certa inquietação sobre os altos custos e o verdadeiro valor do esforço de se chegar na Lua, com figuras políticas de destaque como o ex-presidente Dwight D. Eisenhower e o senador Barry Goldwater sendo contra a ideia. O programa espacial mesmo assim seguiu em frente e o objetivo de Kennedy foi finalmente realizado em julho de 1969 com a alunissagem da Apollo 11.

## Antecedentes

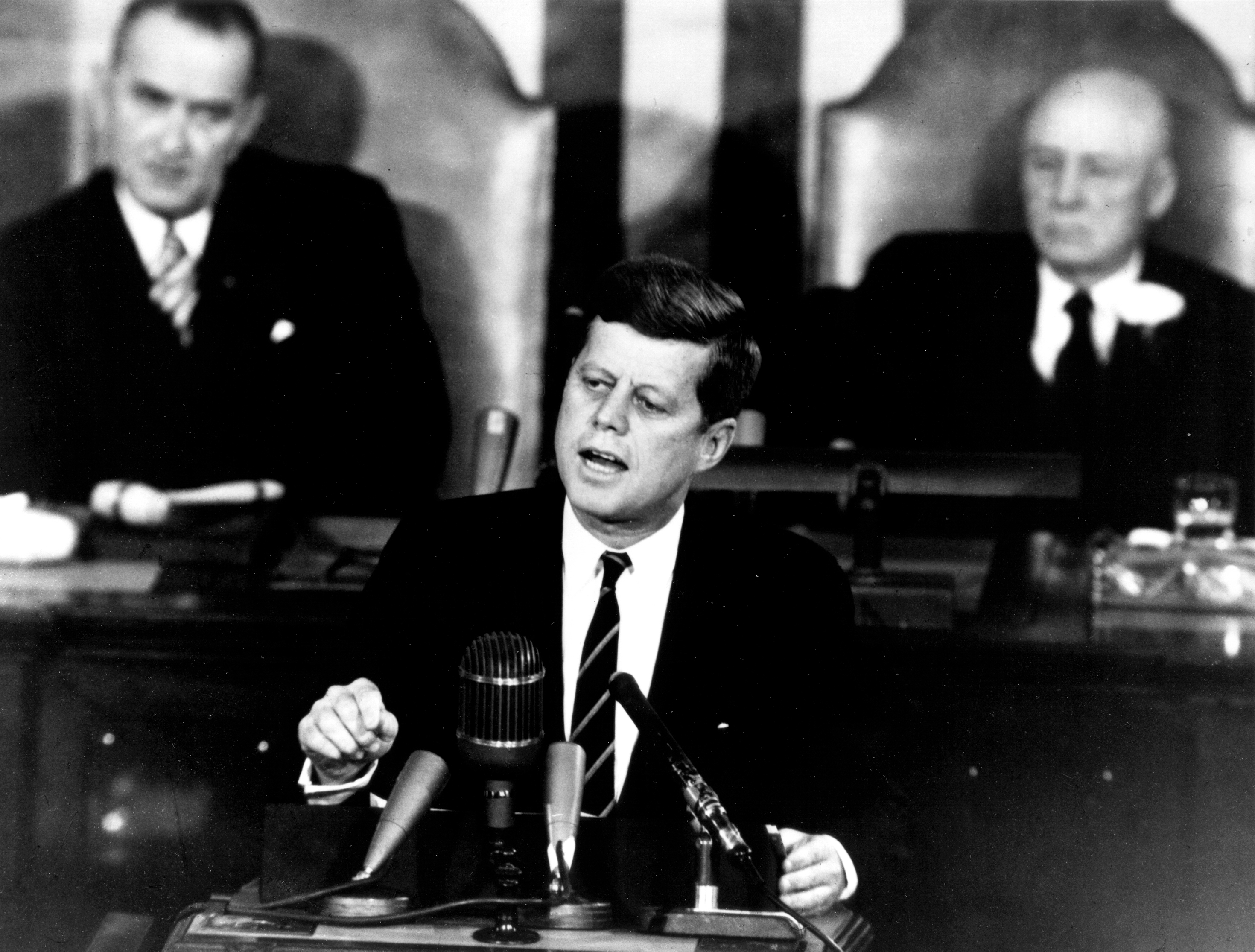
Kennedy discursando em 25 de maio de 1961 diante do Congresso dos Estados Unidos, estabelecendo a alunissagem como o objetivo nacional até o fim da década

John F. Kennedy foi empossado presidente dos Estados Unidos em janeiro de 1961, momento em que muitos norte-americanos consideravam que os Estados Unidos estavam perdendo a corrida espacial para a União Soviética, que quase quatro anos antes tinha lançado o Sputnik 1, o primeiro satélite artificial da história. Essa percepção cresceu em 12 de abril de 1961, quando o cosmonauta Iuri Gagarin tornou-se o primeiro humano no espaço antes que os Estados Unidos pudesse lançar seu primeiro astronauta do Projeto Mercury. O prestígio norte-americano foi danificado ainda mais cinco dias depois, pelo fracasso da Invasão da Baía dos Porcos.
O presidente ficou convencido da necessidade política por uma realização que demonstraria a superioridade espacial dos Estados Unidos. Ele pediu a seu vice-presidente Lyndon B. Johnson, presidente do Conselho Nacional da Aeronáutica e Espaço, que identificasse uma realização de tal magnitude. Kennedy pediu especificamente para que Johnson investigasse se os Estados Unidos poderiam superar a União Soviética em lançar um laboratório espacial, fazer uma órbita tripulada ao redor da Lua ou realizar uma alunissagem tripulada, além de quanto cada projeto custaria. Johnson consultou-se com oficiais da Administração Nacional da Aeronáutica e Espaço (NASA). James Webb, seu administrador, lhe disse que não havia chance de derrotarem os soviéticos no lançamento de uma estação espacial e que era incerto que poderiam orbitar a Lua primeiro, assim a melhor escolha era tentar a alunissagem tripulada. Este também seria o projeto mais caro, estimado em 22 bilhões de dólares para realizá-lo até 1970.
Kennedy foi discursar diante do Congresso em 25 de maio de 1961 e propôs que o país deveria "comprometer-se a alcançar o objetivo, antes de esta década acabar, de aterrissar um homem na Lua e retorná-lo em segurança para a Terra". Nem todas as pessoas ficaram convencidas; uma pesquisa realizada pouco depois do discurso indicou que 58 por cento dos norte-americanos eram contra a ideia. Isto mesmo assim deu um objetivo especifico para o Programa Apollo da NASA, necessitando a expansão do Grupo de Tarefas Espaciais para o Centro de Espaçonaves Tripuladas. A cidade de Houston no Texas foi escolhida como o local, com a  Humble Oil and Refining Co. doando a terra em 1961 e a Universidade Rice atuando como intermediária. O presidente fez uma visita de dois dias a Houston em setembro de 1962 a fim de inspecionar as novas instalações. Ele foi acompanhado pelos astronautas Scott Carpenter e John Glenn e lhe foi mostrado miniaturas das espaçonaves Gemini e Apollo, também inspecionando a espaçonave Mercury em que Glenn tinha feito o primeiro voo orbital norte-americano. Kennedy aproveitou a oportunidade para fazer um discurso que tinha a intenção de aumentar o apoio para o Programa espacial dos Estados Unidos. Rascunhos iniciais do discurso foram escritos por Theodore Sorensen, com mudanças feitas pelo próprio Kennedy.

## Discurso
Kennedy realizou seu discurso às 10h da manhã de 12 de setembro de 1962, um dia quente e ensolarado, no gramado do Estádio Rice de futebol americano diante de uma multidão de aproximadamente quarenta mil pessoas, muitos dos quais eram crianças e estudantes universitários. A parte central do discurso é a mais lembrada e já foi citada inúmeras vezes, tendo sido:
| “ | Nós zarpamos neste novo mar porque há conhecimento a ser adquirido e novos direitos a serem vencidos, e eles precisam ser vencidos e usados pelo progresso de todos os povos. Pois a ciência espacial, assim como a ciência nuclear e todas as tecnologias, não possui uma consciência própria. Se isso se tornará uma força para o bem ou para o mal depende do homem, e podemos ajudar a decidir se este novo oceano será um mar de paz ou um terrível teatro de guerra apenas se os Estados Unidos ocuparem uma posição de preeminência. Não digo que devamos ou iremos desprotegidos contra o abuso hostil do espaço mais do que vamos desprotegidos contra o uso hostil da terra ou do mar, porém digo que o espaço pode ser explorado e dominado sem alimentar os fogos da guerra, sem repetir os erros que o homem fez ao estender seu mandato em torno deste nosso globo. Ainda não há conflito, preconceito, conflito nacional no espaço. Seus perigos são hostis a todos nós. Sua conquista merece o melhor de toda a humanidade, e sua oportunidade para cooperação pacífica pode nunca mais surgir outra vez. Mas por que, dizem alguns, a Lua? Por que escolher isto como nosso objetivo? E também podem muito bem perguntar, por que escalar a montanha mais alta? Por que, 35 anos atrás, voar pelo Atlântico? Por que Rice joga com Texas? Nós escolhemos ir para a Lua! Nós escolhemos ir para a Lua... Nós escolhemos ir para a Lua nesta década e fazer as outras coisas, não porque elas são fáceis, mas porque elas são difíceis; porque esse objetivo servirá para organizar e medir o melhor das nossas energias e habilidades, porque o desafio é um que estamos dispostos a aceitar, um que não estamos dispostos a adiar e um que temos a intenção de vencer, e os outros, também. | ” |

A piada sobre a rivalidade entre os times de futebol americano universitários Rice Owls e Texas Longhorns foi acrescentada manualmente por Kennedy, sendo a parte do discurso mais lembrada por fãs de esporte. Desde então, os Owls só derrotaram os Longhorns em apenas duas ocasiões, em 1965 e em 1994. Mais adiante no discurso, o presidente também fez uma piada sobre o calor. Estas piadas geraram aplausos e risadas do público presente. Embora esses comentários colaterais possam ter diminuído o poder retórico do discurso, também não tendo impacto fora do Texas, eles permanecem como um lembrete do papel que o estado desempenhou na Corrida Espacial.

## Retórica

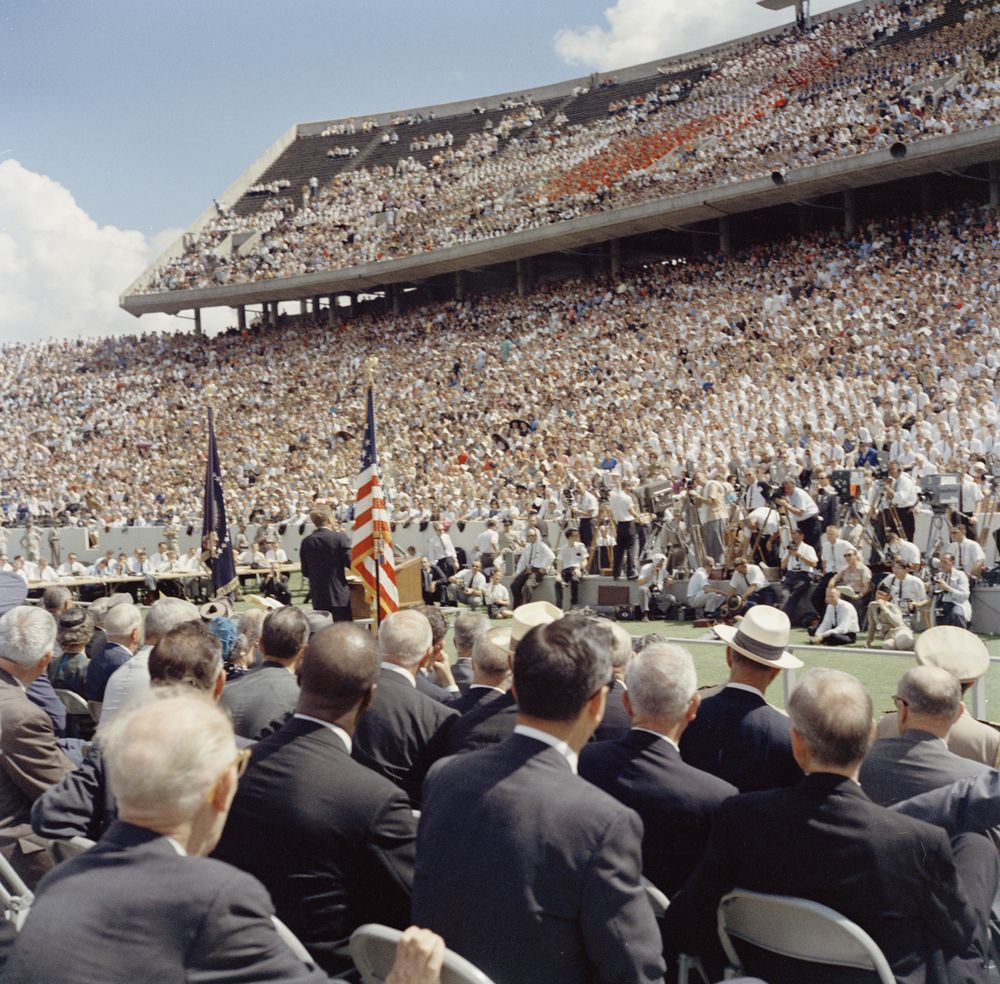
A multidão presente no Estádio Rice assistindo ao discurso de Kennedy.

Segundo o autor John W. Jordan, o discurso de Kennedy usou de três estratégias: "uma caracterização do espaço como uma fronteira que se aproxima; uma articulação do tempo que localiza a empreitada dentro de um momento histórico de urgência e plausabilidade; e uma estratégia final e cumulativa que convida os membros do público a fazerem jus a sua herança pioneira indo à Lua".
O presidente igualou o desejo pela exploração espacial com o espírito pioneiro que havia dominado o folclore norte-americano desde a fundação do país. Isto permitiu que Kennedy fizesse referências a seu discurso de posse, quando havia declarado ao mundo que "Permitam que juntos exploremos as estrelas". Ele havia se encontrado em junho de 1961 com Nikita Khrushchov, o líder da União Soviética, propondo fazer da alunissagem tripulada um projeto conjunto entre os dois países, porém Khrushchov recusou a oferta.
Kennedy condensou verbalmente a história humana para cinquenta anos, em que "apenas semana passada desenvolvemos penicilina, televisão e energia nuclear, e agora se a nova espaçonave da América for bem sucedida em alcançar Vênus, nós literalmente alcançaremos as estrelas antes da meia-noite de hoje". O presidente, com essa metáfora, procurava imbuir no público um sentimento de urgência e mudança. Mais proeminentemente, a frase "Nós escolhemos ir para a Lua" foi repetida três vezes consecutivamente, seguida por uma explicação que chegou ao clímax em uma declaração que o desafio do espaço era "um que estamos dispostos a aceitar, um que não estamos dispostos a adiar e um que temos a intenção de vencer".
Considerando que a fala anterior retoricamente perguntou ao público por quê escolheram competir em tarefas que os desafiavam, Kennedy destacou como uma escolha a decisão de ir para o espaço, uma opção que o povo dos Estados Unidos escolheu perseguir. Ele, em vez de afirmar que era algo essencial, enfatizou os benefícios que tal empreitada: unificar o país e seu aspecto competitivo. Como havia dito ao Congresso anteriormente: "seja o que for que a humanidade deve embarcar, homens livres devem compartilhá-la totalmente". Estas palavras enfatizavam a liberdade gozada pelos norte-americanos para escolherem seu destino em vez de tê-lo escolhido para eles. Elas, junto com o uso geral de elementos retóricos no decorrer do discurso, foram especialmente adequadas como uma declaração que iniciou a Corrida Espacial para os Estados Unidos.
O presidente foi capaz de descrever uma noção romântica do espaço com a qual todos os cidadãos do mundo poderiam participar, aumentando o número de cidadãos interessados na exploração espacial. Kennedy começou falando do espaço como uma nova fronteira para toda a humanidade, instilando o sonho dentro do público. Ele então condensou a história humana com o objetivo de mostrar que a viagem espacial seria possível dentro de um curto período de tempo, informando o público que o sonho era alcançável. Por fim, usou o plural "nós" a fim de representar todos os povos do mundo que supostamente explorariam o espaço juntos, porém ao mesmo tempo também envolvendo o público.

## Repercussão

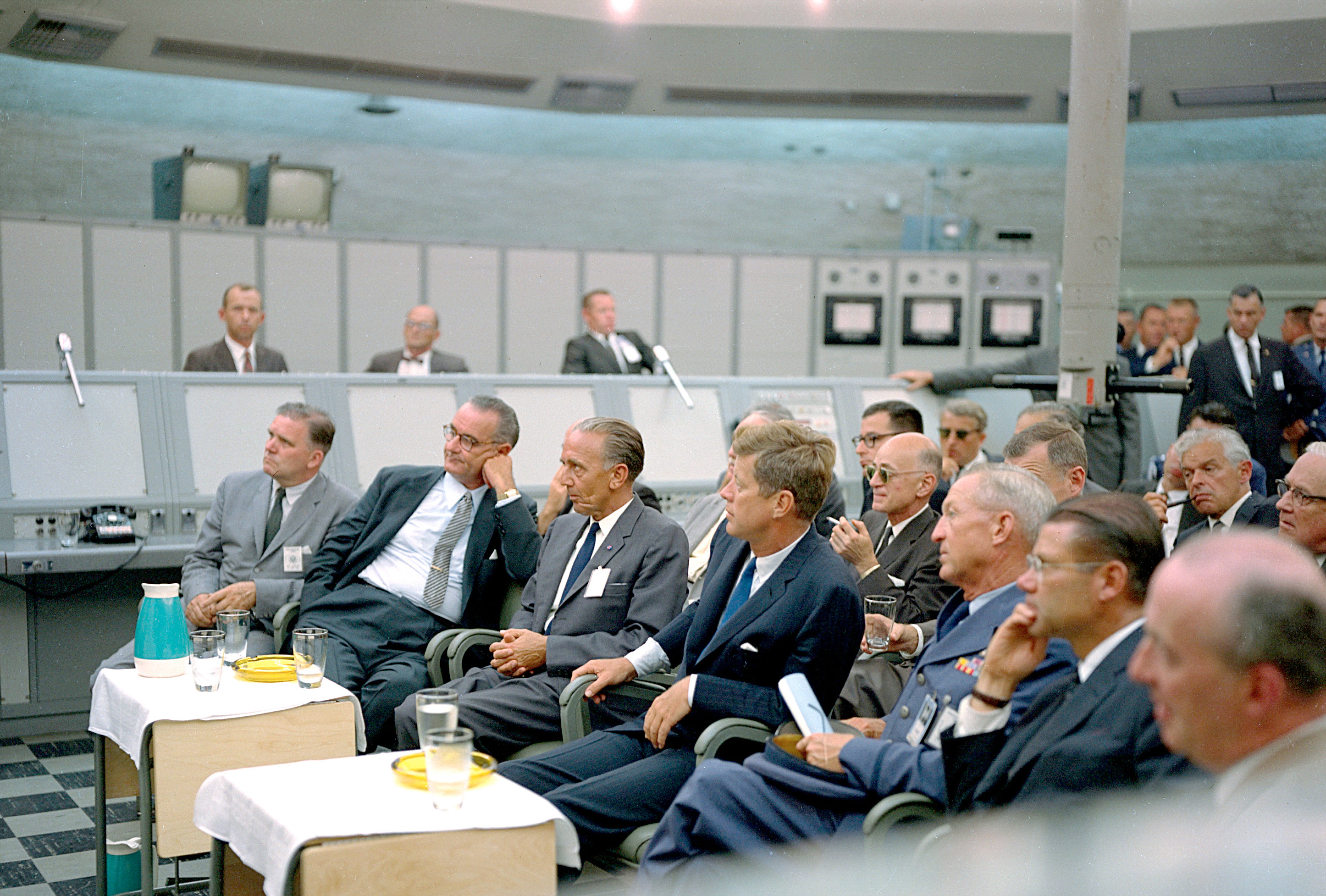
Kennedy e Johnson em uma visita a Cabo Canaveral em 11 de setembro de 1962, um dia antes do discurso.

Paul Burka, editor executivo da revista Texas Monthly e um ex-aluno da Universidade Rice que estava presente no público do estádio naquele dia, lembrou cinquenta anos depois que o discurso "fala sobre o modo como naqueles dias os americanos enxergavam o futuro. É um grande discurso, um que encapsula toda a histórica registrada e procura estabelecer na história de nosso tempo. Diferentemente dos políticos de hoje, Kennedy falou aos nossos melhores impulsos como nação, não nosso pior". Ron Sass e Robert Curl estravam entre os professores de Rice que também estavam presentes no dia. Curl ficou espantado pelo custo do programa de exploração espacial. Os dois lembraram que o objetivo ambicioso não parecia tão notável na época, com o discurso de Kennedy não sendo considerado muito diferente daquele feito pelo presidente Dwight D. Eisenhower em 1960 na arena de Autry Court em Rice; porém este discurso há muito foi esquecido, enquanto aquele de Kennedy permaneceu presente no imaginário popular.
O discurso mesmo assim não aplacou a inquietação sobre os esforços de se chegar a Lua. Várias pessoas achavam que haviam muitas outras coisas em que o dinheiro gasto poderia ser melhor gastado. Eisenhower chegou a declarar que "Gastar 40 milhões para chegar na Lua é maluquice". O senador Barry Goldwater argumentou que o programa espacial civil estava tomando o lugar do mais importante programa militar. O senador William Proxmire temia que os cientistas seriam desviados das pesquisas militares para a exploração espacial. Um corte de orçamento foi evitado por muito pouco. Kennedy discursou em 20 de setembro de 1963 diante da Assembleia Geral das Nações Unidas, novamente propondo uma expedição conjunta para a Lua. Khrushchov permaneceu cauteloso sobre participar, respondendo em outubro que a União Soviética não tinha planos de enviar cosmonautas para a Lua. Entretanto, seus conselheiros militares achavam que a oferta era algo bom, pois permitiria que os soviéticos adquirissem tecnologia norte-americana. Kennedy pediu avaliações do Programa Apollo em abril, agosto e outubro de 1963. O último relatório foi entregue em 29 de novembro, uma semana depois de seu assassinato.
Dentro da União Soviética o discurso foi pouco publicizado, não considerado como um desafio ou muito notado pelos envolvidos no programa espacial, pois, de acordo com Asif Siddiqi: "...na mente dos cidadãos da União Soviética, os discursos servem para celebrar vitórias, não planos para vitórias". Somente três anos depois que a União Soviética preparou sua resposta ao projeto Apollo, mas somente graças às pressões de Sergei Koroliov.

## Legado
A ideia para uma missão conjunta foi abandonada depois da morte de Kennedy, porém o Programa Apollo continuou como um memorial ao presidente. Seu objetivo foi realizado em julho de 1969 com a alunissagem bem sucedida da Apollo 11. Esta realização permanece como um duradouro legado do discurso de Kennedy, porém o prazo dado pelo presidente exigiu grande foco e não havia nenhuma indicação sobre o que deveria ser feito depois da chegada na Lua. O Programa Apollo não trouxe uma nova era de exploração lunar, com nenhuma outra missão tripulada sendo enviada para a Lua depois da Apollo 17 em dezembro de 1972. As missões Apollo posteriores foram canceladas por cortes de orçamento. Os projetos do Ônibus Espacial e da Estação Espacial Internacional nunca capturaram a imaginação pública da mesma maneira que o Programa Apollo, com a NASA tendo passado por dificuldades para realizar seus objetivos com recursos insuficientes. Visões ambiciosas para a exploração espacial foram anunciadas pelos presidentes George H. W. Bush em 1989, George W. Bush em 2004 e Donald Trump em 2017, porém o futuro do programa espacial permanece incerto.